# Legacy of Kain: Soul Reaver
Legacy of Kain: Soul Reaver ist ein im Jahre 1999 erschienenes, von Crystal Dynamics entwickeltes und von Eidos Interactive vertriebenes Action-Adventure für PlayStation, Dreamcast und Microsoft Windows.
Soul Reaver stellt den zweiten Teil der fünfteiligen „Legacy-of-Kain“-Serie dar, die auch mit der „Blood-Omen“-Serie inhaltlich stark verknüpft ist.

## Spielwelt
Legacy of Kain: Soul Reaver spielt in der fiktiven Welt Nosgoth, deren Wohlergehen eng mit antiken Bauwerken, den neun Säulen von Nosgoth, verbunden ist. Jede der Säulen wurde von einem einzelnen Wächter repräsentiert. Vor den Ereignissen in Soul Reaver wurden die Wächter korrumpiert und von Kain getötet, der damit als letzter von ihnen übrig blieb. Kain baute eine Vampir-Armee auf, eroberte mit ihr die menschlichen Königreiche, brachte Nosgoth unter seine Kontrolle und machte die Vampire zur dominanten Spezies. Die Geschichte von Raziel, Kains erstgeborenem Anhänger, findet 1500 Jahre nach dem Vorgänger Blood Omen: Legacy of Kain statt.

## Handlung
Raziel, einer der sechs Statthalter des Vampirfürsten Kain, hat noch vor seinem Herrn eine neue Entwicklungsstufe erreicht und als erster Vampir fledermausartige Flügel bekommen. Kain sieht dies als Anmaßung an, da gewöhnlich er das Privileg besitzt, als erster eine Metamorphose zu durchleben und damit seine Fähigkeiten zu steigern. In einem Anfall von Eifersucht reißt Kain Raziels Flügelknochen heraus und wirft ihn in den Seelenstrudel, in dem Raziel für alle Zeit Höllenqualen erleiden soll, denn Wasser ist für Nosgoths Vampire tödlich. Doch Raziel wird vom Älteren, einer uralten Gottheit, die im Abgrund lebt, gerettet und mit neuen Fähigkeiten ausgestattet. Raziel ist nun zu einer Art Todesengel geworden; statt nach Blut dürstet es ihn nun nach den Seelen seiner Opfer. Angetrieben durch seinen Durst nach Vergeltung und die dunklen Pläne des alten Gottes begibt er sich auf einen Rachefeldzug.

## Spielprinzip und Technik
Im Gegensatz zum Vorgänger Blood Omen, der in der Isometrischen Perspektive dargestellt wurde, wurde in Soul Reaver, wie in allen folgenden Spielen der Serie die Third-Person-Perspektive verwendet.
Nach dem Intro übernimmt der Spieler die Steuerung von Raziel. Diese erfolgt aus der Verfolgerperspektive.
Raziel kann laufen, rennen, kriechen, springen, sich an Kanten festhalten und hochziehen und für kurze Zeit schweben. Aus eigener Kraft nach oben fliegen ist ihm nicht möglich, da seine Flügel zu stark durch Kain beschädigt wurden. Durch seine Wiederauferstehung hat Raziel zusätzlich die Fähigkeit erworben, von der „materiellen Ebene“, der Welt, in der alle Lebewesen existieren, auf die „spektrale Ebene“, die Welt der Geister, zu gelangen. Die Eigenschaften letzterer Ebene äußern sich darin, dass die hier vegetierenden Wesen nicht in der Lage sind, die materielle Welt zu beeinflussen, die Zeit stillsteht und Stoffe wie Wasser jegliche Eigenschaften und Konsistenz verlieren. Sie ist vor allem zum Finden neuer Wege gedacht, da materielle und spektrale Ebene keine große Schnittmenge haben, obwohl es sich um ein und denselben Schauplatz handelt. Sinken Raziels Lebensgeister in der materiellen Ebene unter einen bestimmten Wert, so bleibt er am selben Ort, wechselt aber auf die spektrale Ebene. Von dieser kann er mithilfe von speziellen, an bestimmten Orten platzierten Portalen zur materiellen Ebene zurückkehren.
Im Laufe des Spiels kann Raziel seine Fähigkeiten steigern, indem er die restlichen Statthalter Kains (Raziels damalige Vampirbrüder) tötet und somit deren Fähigkeiten auf Raziel übergehen (beispielsweise in der Spektralwelt durch Gitter zu gehen oder in der irdischen Welt durch Wasser zu schwimmen). Außerdem erhält er im ersten Kampf gegen Kain den Soul Reaver, ein seelenverschlingendes Schwert, das sich mit Raziel auf der spektralen Ebene verbindet und somit ein Teil von Raziel wird. Raziel kann den Soul Reaver im Spielverlauf auch in der materiellen Welt benutzen und dessen Fähigkeiten erweitern.

### Lauffähigkeit unter modernen Betriebssystemen
Das Spiel ist unter Windows-Versionen ab Windows 2000 nicht mehr ohne weiteres lauffähig (unter anderem existieren Probleme bei der Installation oder mit dem Video-Support), jedoch existierten für diese Probleme mehrere inoffizielle Patches. Auf GOG.com wird eine Version für aktuelle Windows-Systeme angeboten. Mithilfe von Wine ist es unter Linux und anderen unixartigen Betriebssystemen spielbar.

## Remasterversion
Das Entwicklungsstudio Aspyr Media als Teil der Embracer Group entwickelte eine Remasterversion von Legacy of Kain: Soul Reaver, die am 10. Dezember 2024 erscheinen soll.

## Rezeption
Soul Reaver wurde zumeist positiv bewertet. Bei Metacritic hält das Spiel 91 von 100 Punkten, aufbauend auf 26 Kritiken. Damit belegt der Titel Platz 6 der besten Spiele für die PlayStation im Jahr 1999. Aus 263 Nutzerbewertungen ergibt sich ein Stand von 9 aus 10 Punkten (August 2023). Im Katalog von MobyGames hat der Titel einen „Moby Score“ von 8 und hält damit Rang 26 der Spiele für die PlayStation. Basierend auf 58 Kritikermeinungen ergibt sich eine durchschnittliche Bewertung von 83 % (August 2023). Soul Reaver sei ein hervorragendes Action-Adventure für die PlayStation, das spielerisch überzeuge und grafische Maßstäbe setze.
Für IGN fasst Doug Perry Soul Reaver als „technische Errungenschaft für die PlayStation“ und ein „episches Stück vampirischer Videospiel-Literatur“ zusammen. Man könne das Spiel kaum mit seinem Vorgänger Blood Omen vergleichen, höchstens mit Blick auf die Präsentation der Geschichte. Soul Reaver sei ambitioniert, groß sowie wunderschön und stelle sogar Tomb Raider in den Schatten. Wer eine PlayStation besitzt, müsse das Spiel kaufen.
Thomas Szedlak und Oliver Schultes schließen sich in der Videospiel-Zeitschrift M! Games dem Urteil an, Soul Reaver sei im Vergleich zu Tomb Raider III das bessere Action-Adventure. Es falle „actionreicher,  atmosphärischer und vor allem abwechslungsreicher“ aus, die Steuerung sei ebenfalls „unkomplizierter“ und „besser“. Die „phantastische 3D-Optik“ setze „technische Maßstäbe“ und präsentiere „gigantische Höhlensysteme, wuchtige Kathedralen sowie offene Landschaften“. In erster Linie hielten allerdings spielerische Aspekte die „Spaßkurve immer auf höchstem Niveau“, etwa dank neu erlernter Fähigkeiten, kniffliger Endgegner oder Rätseln. Allerdings kämen die Rätsel zu kurz, das „Monstergemetzel dominiert eindeutig den Spielverlauf“. Zudem könne man in den „riesigen Level-Konstrukten leicht den Überblick“ verlieren und müsse lange Wege zurücklegen, was auf Dauer „nervt“.
In seiner Rückschau bei 4Players beschreibt Jörg Luibl Soul Reaver als „außergewöhnlich stimmungsvolles Abenteuer“ in der Spätphase der PlayStation, bei dem eine „unheimlich gut erzählte Geschichte im Vordergrund“ stehe. Vom Vorgänger übernehme das neue Entwicklerteam nur die Spieltwelt und die Figur Kain. Insbesondere das Spieldesign habe sich im Vergleich zu Blood Omen komplett geändert, was sich etwa durch die Third-Person-Perspektive zeige. Der Soundtrack höre sich „hervorragend“ an und verstärke die „melancholische Monumentalität und erzählerische Rätselhaftigkeit“. Im Rückblick sieht Luibl Ähnlichkeiten zwischen Soul Reaver und Titeln wie Ico (2006) oder Dark Souls (2010).